# Caballerizo de campo

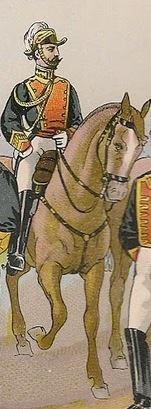
Uniforme de caballerizo de campo a caballo (detalle de un dibujo de 1929)

El caballerizo de campo (anteriormente, sencillamente, caballerizo) fue un cargo de la corte española.

## Historia
A mediados del siglo XVIII existían técnicamente veinte caballerizos de campo al servicio del rey que eran definidos como:
Títulos ó Caballeros distinguidos, y sirven á caballo al estribo del coche, repartiendo la servidumbre por turno, y por quarteles de á diez individuos cada seis meses.
Además en 1702, existían ocho caballerizos de campo de la reina.
En 1847, existían cuatro clases de cases de caballerizos de campo:
- 4 caballerizos de campo (titulares)
- 2 caballerizos de campo supernumerarios y con dotación
- 17 caballerizos de campo supernumerarios y sin dotación.
- 1 caballerizo de campo honorario.

## Descripción
Se encontraba directamente a las órdenes del caballerizo mayor del rey (o en su caso, del de la reina si se trataba de las caballerizas de la casa de la reina).